# E̤̍
Cette page contient des caractères spéciaux ou non latins. S’ils s’affichent mal (▯, ?, etc.), consultez la page d’aide Unicode.
E̤̍ (minuscule : e̤̍), appelé E tréma souscrit ligne verticale, est un graphème et une lettre additionnelle de l’alphabet latin utilisée en puxian. Elle est composée d’un E, d’un tréma souscrit et d’une ligne verticale.

## Représentations informatiques
Le E tréma souscrit ligne verticale peut être représenté avec les caractères Unicode suivants (latin de base, diacritiques), :
| formes    | représentations | chaînes de caractères | points de code       | descriptions                                                              |
| --------- | --------------- | --------------------- | -------------------- | ------------------------------------------------------------------------- |
| capitale  | E̤̍               | E◌̤◌̍                   | U+0045 U+0324 U+030D | lettre majuscule e diacritique tréma souscrit diacritique ligne verticale |
| minuscule | e̤̍               | e◌̤◌̍                   | U+0065 U+0324 030D   | lettre minuscule e diacritique tréma souscrit diacritique ligne verticale |